# 安娜·祖特闊夫
安娜·祖特闊夫（Anna Nikola Żytkow）是一位在劍橋大學天文研究所工作的波蘭天文物理學家 。安娜·祖特闊夫和基普·索恩提出了索恩-祖特闊夫天體的模型，該天體是指核心有中子星存在的紅巨星或紅超巨星。2014年，由安娜·祖特闊夫與艾蜜莉·M·勒維斯克（Emily M. Levesque）領導的團隊合作，發現了這類天體的第一個候選者。